# Frente Patriótica e Democrática da Grande União Nacional do Kampuchea
Frente Patriótica e Democrática da Grande União Nacional do Kampuchea (em quemer:   រណសិរ្សប្រជាធិបតេយ្យស្នេហាជាតិនៃមហាសាមគ្គីជាតិកម្ពុជា) foi uma organização de massa criada pelo Partido Comunista do Kampuchea (popularmente conhecido como Quemer Vermelho) em 21 de agosto de 1979 após a queda do Kampuchea Democrático para as tropas vietnamitas e a subsequente proclamação da República Popular do Kampuchea. Foi estabelecida como uma contrapartida da Frente Unida Nacional para a Salvação do Kampuchea, que era nutrida pelos vietnamitas. Seu objetivo era reunir nacionalistas anti-vietnamitas para apoiar o Quemer Vermelho, como parte de um esforço para legitimar o desacreditado regime do Kampuchea Democrático. Foi anunciado por Khieu Samphan, que foi eleito seu presidente provisório. A organização pode ser considerada como uma tentativa de reviver os objetivos da coalizão similar Governo Real da União Nacional do Kampuchea (GRUNK) do início dos anos 1970, uma organização que uniu o Quemer Vermelho e as forças pró-Sihanouk em oposição à República Quemer.

## Atividades
Em teoria, a Frente serviu como uma organização interina cumprindo as condições de um governo no exílio na fronteira Kampuchea-Tailândia até a formação do Governo de Coalizão do Kampuchea Democrático em 1982. Em um ano, a Frente publicou um esboço de seu programa político. Com o apoio chinês, repudiou alguns dos "erros" do período 1975-1979 e anunciou que a capacidade de casar-se livremente e de praticar a religião deveria ser respeitada, ao mesmo tempo, clamava por um "sistema democrático liberal" substituindo a constituição de 1976, pois "renunciou à construção do socialismo e do comunismo por dezenas ou centenas de anos, a fim de mobilizar uma ampla frente nacional para esmagar o inimigo vietnamita, a camarilha de Lê Duẩn." A Frente promoveu apelos pela liberdade, eleições disputadas com supervisão da ONU após a expulsão de tropas vietnamitas e encorajou o desenvolvimento da propriedade privada junto com a participação de monges budistas até então perseguidos nos assuntos de governo do país. Essas atividades, no entanto, foram amplamente vistas como tendo motivos ocultos e desonestos, com o Príncipe Sihanouk denunciando a Frente e seu programa como uma "manobra" e "apenas alguns responderam ao apelo do Quemer Vermelho pela unidade", embora, apesar disso, a Frente continuasse formalmente a existir a partir de 1987 sob o Partido do Kampuchea Democrático.